# 牧平直
牧平　直（まきひら すなお、1959年〈昭和34年〉7月24日 -  2022年〈令和4年〉9月24日）は、日本の実業家。きょくとう代表取締役社長。

## 来歴
福岡県出身。1985年西南学院大学商学部を卒業。
2022年9月24日、死去。63歳没。

## 略歴
- 1985年3月　 西南学院大学商学部卒業
- 1987年2月　 きょくとう入社[2]
- 1987年3月　 広島地区中広工場マネージャー就任
- 1997年3月　 株式会社ビッグペリージャパン取締役就任(当社の子会社であり、1999年10月当社に合併)
- 1999年10月　県南地区スーパーバイザー就任
- 2002年9月　 開発企画部長就任
- 2007年5月　 取締役開発企画部長就任[2]
- 2010年3月　 取締役統括本部部長兼開発企画部長就任
- 2012年3月　 取締役営業本部次長就任
- 2012年5月　 取締役任期満了により退任
- 2013年4月　 内部管理室次長就任
- 2014年3月　 営業開発部長就任
- 2014年5月　 取締役営業開発部長就任
- 2015年3月　 取締役副社長就任[2]
- 2016年3月　 取締役副社長就任(関東地区担当)
- 2018年3月　 取締役副社長就任
- 2019年3月　 代表取締役社長就任[2][3]
- 2022年9月24日、代表取締役社長を死去のため退任[2]